# Sura Berditchevsky
Sura Berditchevsky (São Paulo, 1 de julho de 1953) é uma atriz, diretora teatral e escritora brasileira. É conhecida pelo extenso trabalho no teatro desde a década de 1970.

## Carreira
Formada em jornalismo pela Universidade Federal Fluminense (UFF), Sílvia Berditchevsky (seu nome de batismo) começou como aluna no Tablado em 1970, sendo posteriormente professora. Teve papéis marcantes em Dancin' Days, sua primeira novela na TV, Marron Glacê e Plumas e Paetês. Fundou sua própria companhia teatral após sair do Tablado. Sura tornou-se também diretora e escritora.
Berditchevsky é filha de imigrantes judeus da Rússia e Romênia. Por ser de família judaica, chamavam-na de Sura, seu nome artístico, pois "é um nome russo judaico".

## Filmografia

### Televisão
| Ano       | Título                     | Personagem               | Notas                                       |
| --------- | -------------------------- | ------------------------ | ------------------------------------------- |
| 1978      | Dancin' Days               | Inês                     |                                             |
| 1979      | Marron Glacê               | Vanessa                  |                                             |
| 1980      | Plumas e Paetês            | Lídia                    |                                             |
| 1981      | Terras do Sem-Fim          | Ester                    |                                             |
| 1984      | Santa Marta Fabril S.A.    | Estelinha                |                                             |
| 1986      | Selva de Pedra             | Kátia                    |                                             |
| 1990      | Barriga de Aluguel         | Raquel Ribeiro           |                                             |
| 1997      | Você Decide                | Lavínia                  | Episódio: "Entre a Tempestade e a Calmaria" |
| 1998      | Era uma Vez...             | Letícia                  | Participação especial                       |
| 2004      | Senhora do Destino         | Profª Glória             | Participação Especial                       |
| 2004      | Linha Direta               | Agustinha                | Episódio: "As Cartas de Chico Xavier"       |
| 2006      | Malhação                   | Noêmia                   | Participação Especial                       |
| 2010      | A Turma do Pererê          | Tia Mariana              | Participação especial                       |
| 2011      | Ti Ti Ti                   | Madame Resende           | Participação especial                       |
| 2015      | Romance Policial: Espinosa | Ivaíra                   | Episódio: "Um Assassino Entre Nós"          |
| 2018      | Apocalipse                 | Drª Ana                  | Participação especial                       |
| 2018–2019 | O Mecanismo                | Presidente Janete Ruskov |                                             |
| 2021      | Genêsis                    | Fairuza                  |                                             |
| 2022      | Travessia                  | Cigana Selma             | Participação especial                       |
| 2023      | Família Paraíso            | Dirce                    | Episódio: "A Estrela"                       |
| 2023      | Fim                        | Mãe                      | Episódio: "Capítulo VII"                    |
| 2023      | A Magia de Aruna           | Paola                    | Episódio: "Garota Estranha"                 |

### Cinema
| Ano  | Título                           | Personagem       | Direção                       |
| ---- | -------------------------------- | ---------------- | ----------------------------- |
| 1974 | Lisetta                          | Mulher no bonde  | Luiz Paulino dos Santos       |
| 1977 | Ajuricaba, o Rebelde da Amazônia | Elisa            | Oswaldo Caldeira              |
| 1978 | Coronel Delmiro Gouveia          | Eulina           | Geraldo Sarno                 |
| 1980 | Os Sete Gatinhos                 | Hilda            | Neville d'Almeida             |
| 1984 | Noites do Sertão                 | Maria Behú       | Carlos Alberto Prates Correia |
| 1984 | O Cavalinho Azul                 | Primeira Mãe     | Eduardo Escorel               |
| 1985 | Estórias da Rocinha              | Narradora        | José Mariani                  |
| 1989 | Musika                           | —                | Rafael Conde                  |
| 1991 | Viagem de Volta                  | —                | Emiliano Ribeiro              |
| 2003 | O Vestido                        | Vidente          | Paulo Thiago                  |
| 2010 | O Diário de Tati                 | Prof. Palibanora | Mauro Farias                  |
| 2017 | O Rastro                         | Enfermeira Clara | J. C. Feyer                   |
| 2019 | A Primeira Tentação de Cristo    | Tia Lupita       | Rodrigo Van Der Put           |
| 2023 | Mãe                              | Madalena         | Adriana Vasconcelos           |

## Teatro[9]
- 1971 - Tribobó City
- 1971 - O Boi e o Burro no Caminho de Belém
- 1972 - Um Tango Argentino
- 1973 - O Embarque de Noé
- 1974 - Vassa Geleznova
- 1975 - O Dragão
- 1976 - O Patinho Feio
- 1976 - Dependências de Empregada
- 1978 - Quem Matou o Leão?
- 1979 - O Cavalinho Azul
- 1980 - A Serpente
- 1981 - Os Cigarras e Os Formigas
- 1981 - Valsa nº 6
- 1986 - O Boi e o Burro no Caminho de Belém
- 1988 - Um Peixe Fora d´Água
- 1990 - Peter Pan
- 1991 - Vale a Pena
- 1991 - Dorotéia
- 1996 - Diário de um Adolescente Hipocondríaco
- 2000 - A Rosa Tatuada'
- 2001 - Cócegas
- 2006 - Peter Pan
- 2020 - Anjo Negro[10]

## Prêmios e Indicações
| Ano  | Prêmio                              | Indicação                               | Trabalho                                 | Resultado | ref    |
| ---- | ----------------------------------- | --------------------------------------- | ---------------------------------------- | --------- | ------ |
| 1978 | Prêmio Mambembe                     | Melhor Atriz                            | Quem Matou o Leão?                       | Indicado  | [ 11 ] |
| 1987 | Prêmio Mambembe                     | Melhor Atriz Coadjuvante                | Um Peixe Fora d'Água                     | Indicado  | [ 12 ] |
| 1996 | Prêmio Mambembe                     | Melhor Direção                          | O Diário de um Adolescente Hipocondríaco | Venceu    | [ 13 ] |
| 1996 | Prêmio Mambembe                     | Melhor Cenografia (com Ronald Teixeira) | O Diário de um Adolescente Hipocondríaco | Indicado  | [ 13 ] |
| 1996 | Prêmio Coca-Cola de Teatro Infantil | Melhor Direção                          | O Diário de um Adolescente Hipocondríaco | Indicado  | [ 14 ] |
| 1996 | Prêmio Coca-Cola de Teatro Infantil | Melhor Produção (com Ronald Teixeira)   | O Diário de um Adolescente Hipocondríaco | Venceu    | [ 14 ] |